# Kildedal (Lyksborg)
Kildedal (dansk) eller Quellental (tysk) er navnet på en gade og et område beliggende ved Vesterværk Søs udløb i Flensborg Fjord syd for Sandvig ved Lyksborg by. Kildedal har fået sit navn efter dens beliggenhed under en skråning i ly af skovkuplen Ville ved Sandvig-bugten. Her findes desuden Adelheidkilden, hvis vand indeholder en høj procentdel af svovlsyre salt og jern. Det dalformede naturskønne område blev i 1900-tallet til et populært turiststed. I 1817 blev den første restaurant åbnet. Senere kom der en marina til. En lille træbro fører over Vesterværk Søs udløb fra Kildedal til bydelen Sandvig.